# 기미기미action/라브리후레인
〈ギミギミ action/ラブリフレイン〉(기미기미action/라브리후레인)는 2016년 11월 23일에 발매된 파스포☆의 메이저 데뷔 16번째 싱글이다.

### 수록곡
이코노미 클래스반 타입 C
1. 기미기미 action
2. 라브리후레인
3. 기미기미 action（Instrumental）
4. 라브리후레인（Instrumental）

비즈니스 클래스반 타입 B
1. 기미기미 action
2. 라브리후레인
3. 기미기미 action（Instrumental）
4. 라브리후레인（Instrumental）

- 라브리후레인 MV

퍼스트 클래스반 A
1. 기미기미 action
2. 라브리후레인
3. 기미기미 action（Instrumental）
4. 라브리후레인（Instrumental）

- 기미기미 action MV